# Piec łukowy

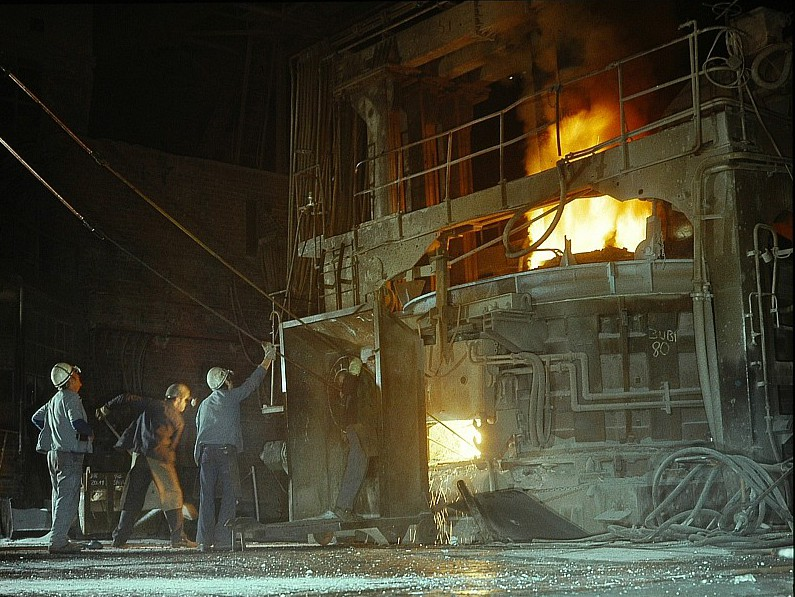
Hutniczy piec łukowy

Piec łukowy, EAF (ang. Electric Arc Furnace) – piec elektryczny, w którym wsad nagrzewany jest łukiem elektrycznym osiągającym temperaturę do kilkunastu tysięcy stopni Celsjusza, co umożliwia nagrzewanie roztapianego wsadu do temperatur od 1400 °C do 2000 °C.
Rozróżnia się:
- Piece łukowe pośrednie – w których łuk płonie ponad wsadem między elektrodami, ciepło zaś przenosi się do wsadu przez promieniowanie (bezpośrednio lub odbite od ścian komory),
- Piece łukowe bezpośrednie – w których łuk płonie między elektrodami a wsadem[1].

Piece łukowe stosuje się do produkcji stali i staliw, rzadziej żeliw. Można w nich przetapiać i rafinować nawet złom.

## Budowa pieca łukowego
Piec pokryty jest tzw. pancerzem z blachy stalowej o grubości 1 – 1,5 cm. Ma kształt walca z dnem w kształcie półkuli. Są w nim otwory na okno robocze i rynnę spustową. Okno robocze służy do wykonywania tzw. operacji metalurgicznych: wprowadzania odtleniaczy oraz materiałów żużlotwórczych, ściągania żużla, pomiarów temperatury, pobierania prób oraz obserwacji procesu. Jest zamykane przysłoną chłodzoną wodą. Po drugiej stronie pancerza (najczęściej) znajduje się rynna spustowa służąca do spuszczania metalu do kadzi.
Wnętrze pieca składa się z trzonu i ścian. Bezpośrednio na pancerzu układa się izolacyjną warstwę trzonu; tworzy ją warstwa płyt z włókien glinokrzemianowych i warstwa kształtek szamotowych. Niżej znajduje się warstwa podstawowa z 2-3 warstw płyt magnezytowych. Następna jest warstwa robocza z ubijanego mielonego magnezytu lub dolomitu w formie jednolitej bryły. Jednak tę warstwę trzonu układa się dopiero po wymurowaniu ścian. Ściany składają się z warstwy izolacyjnej i warstwy roboczej. Warstwa izolacyjna o grubości 6–7 cm składa się z płyt z włókien i z warstwy kształtek glinokrzemianowych. Natomiast warstwa robocza, o grubości ok. 30 cm, zbudowana jest ze spiekanych magnezytowo-chromidowych kształtek klinowych. Kształtki te mogą być prefabrykowane lub spiekane w trakcie eksploatacji.

Schematyczny przekrój pieca łukowego. Trzy elektrody – (żółty), surówka (złoty), z lewej strony rynna spustowa.

Sklepienie jest zbudowane z chłodzonego wodą pierścienia stalowego i ogniotrwałego wyłożenia. Jest bardzo narażone na erozję, dlatego jego żywotność wynosi 130-400 wytopów, w zależności od wielkości pieca (w piecach starego typu nawet 30-40 wytopów). Najczęściej używa się kształtek lub betonów andaluzytowych. Na ogół przy pierścieniu układa się cegły gorszego gatunku, a w okolicach elektrod – najwyższego gatunku.

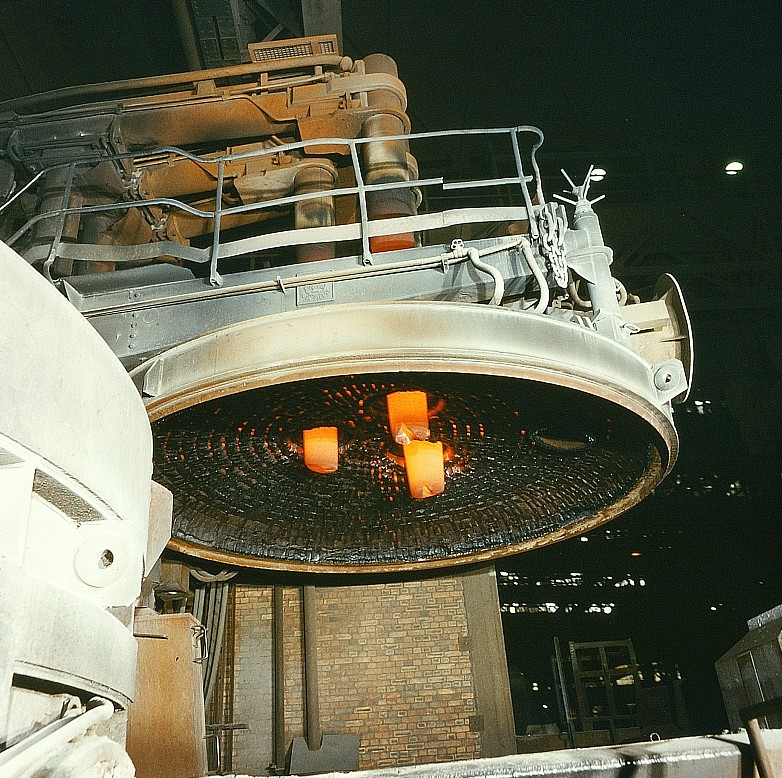
Elektrody w pokrywie pieca łukowego.

Grafitowe (rzadziej węglowe) elektrody są opuszczane do przestrzeni roboczej przez otwory w sklepieniu. Ich położenie jest regulowane na podstawie pomiaru natężenia prądu. Elektrody są walcami o średnicy zwykle 15–70 cm i długości 120–270 cm. W pierwszej fazie roztapiania w piecach o pojemności ok. 8 t są zasilane prądem o napięciu ok. 300 V (w piecach UHP, czyli bardzo wysokiej mocy, napięcie może sięgać nawet 1600 V), które w trakcie trwania procesu jest stopniowo obniżane. Napięcie reguluje się na podstawie obserwacji wielu parametrów: natężenia prądu na uzwojeniu wtórnym transformatora, analizie gazów wylotowych, głośności, temperatury procesu, grubości warstwy żużla. Prąd elektryczny jest doprowadzany z transformatora do elektrod tzw. torem wielkoprądowym, na który składają się: najpierw miedziane przewody szynowe, następnie chłodzone wodą miedziane linki, a na końcu przewody rurowe aż do uchwytów elektrod. Czasem stosuje się tzw. przewodzące ramiona nośne elektrod.
Cały piec jest posadowiony na tzw. łożu na fundamencie ze zbrojonego betonu. Do łoża przytwierdzona jest kołyska, która utrzymuje: pancerz, sklepienie i mechanizm podnoszenia i opuszczania elektrod.

## Optymalizacja procesu wytopu
W celu skrócenia czasu wytopu i zmniejszenia zużycia energii stosuje się wiele technik. Oprócz montowania dodatkowych palników gazowo-tlenowych w ścianach, można np. wdmuchiwać przez lancę pył węglowy z tlenem, co znacznie skraca czas nagrzewania wsadu i intensyfikuje mieszanie się kąpieli. Można też spieniać żużel za pomocą wdmuchiwanego, sproszkowanego nawęglacza. Dzięki temu łuk elektryczny jest „osłonięty”, tzn. jego droga przebyta w powietrzu jest znacząco krótsza. Straty prądu mogą spaść nawet do 7% (w łuku nieosłoniętym straty wynoszą nawet 64%).